# Obstalden
Obstalden fue hasta el 31 de diciembre de 2010 una comuna suiza del cantón de Glaris.
Desde el 1 de enero de 2011 es una localidad de la nueva comuna de Glaris Norte a la que también fueron agregadas las comunas de Bilten, Filzbach, Mollis, Mühlehorn, Näfels, Niederurnen y Oberurnen.

## Geografía
Obstalden está situada al norte del cantón, en la orilla inferior del lago de Walen. La antigua comuna limitaba al norte con la comuna de Amden (SG), al este con Mühlehorn, al sur con Quarten (SG) y Sool, y al oeste con Ennenda y Filzbach.

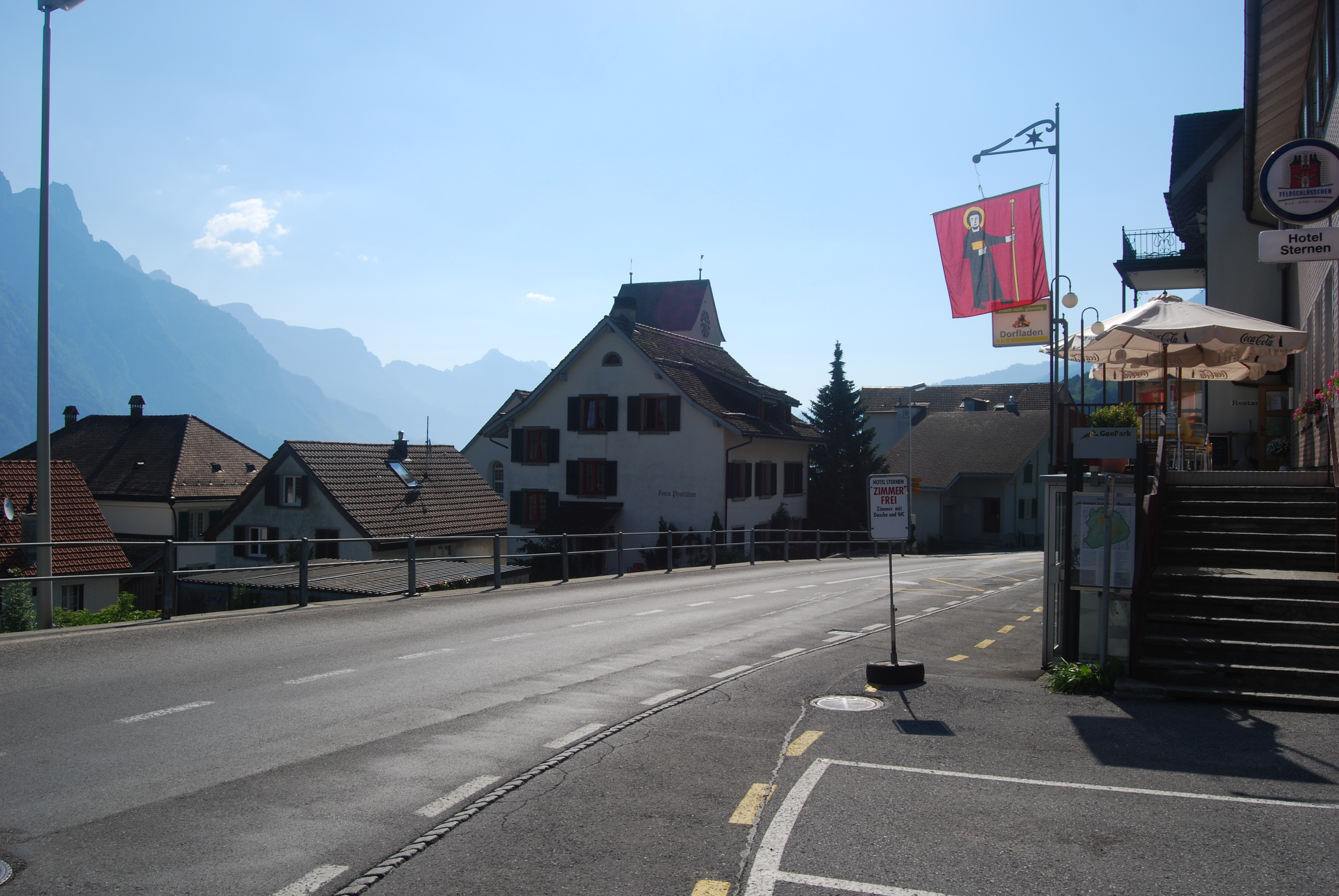
Obstalden